# Dysalotus alcocki
Dysalotus alcocki és una espècie de peix de la família dels quiasmodòntids i de l'ordre dels perciformes.

## Descripció
El cos, allargat, fa 22,5 cm de llargària màxima. 10-11 espines i 26-28 radis tous a les dues aletes dorsals i 1 espina i 26-28 radis tous a l'anal. Aletes pectorals amb 11-13 radis tous i pelvianes amb 1 espina i 5 radis tous. Línia lateral no interrompuda.

## Alimentació
El seu nivell tròfic és de 3,46.

## Hàbitat i distribució geogràfica
És un peix marí, batipelàgic (entre 0 i 2.100 m de fondària, normalment a partir dels 1.000), oceanòdrom i de clima tropical, el qual viu a les aigües tropicals i subtropicals dels oceans Atlàntic (incloent-hi el corrent de les Illes Canàries), Índic i Pacífic (incloent-hi el mar de la Xina Meridional) entre 35°N-11°S i 75°W-137°W: Cap Verd, les illes Hawaii i Papua Nova Guinea.

## Observacions
És inofensiu per als humans i el seu índex de vulnerabilitat és de baix a moderat (34 de 100).